# Cauquira Airport
Cauquira Airport är en flygplats i Honduras. Den ligger i den östra delen av landet, 400 km öster om huvudstaden Tegucigalpa. Cauquira Airport ligger 10 meter över havet.
Terrängen runt Cauquira Airport är mycket platt. Havet är nära Cauquira Airport åt nordost. Runt Cauquira Airport är det ganska glesbefolkat, med 24 invånare per kvadratkilometer. Trakten runt Cauquira Airport består huvudsakligen av våtmarker.